# Pyeonghwa Motors
La Pyeonghwa Motors (talvolta erroneamente trascritta anche come Pyonghwa, termine in coreano che significa "pace"; in coreano 평화자동차, Pyeonghwa Jadongcha) è l'unica casa produttrice di automobili in Corea del Nord. Nata da una joint venture fra la Pyeonghwa Group di Seul (Corea del Sud), azienda della Chiesa dell'unificazione del reverendo Moon, e la nordcoreana Ryonbong General Corp., ha sede a Namp'o. La joint venture produce due piccole autovetture sotto licenza FIAT, un camioncino pick-up ed un SUV utilizzando kit CKD forniti dall'azienda cinese Dandong Shuguang.
La Pyeonghwa detiene il diritto esclusivo alla produzione, all'acquisto e alla vendita di auto nuove ed usate in tutta la Corea del Nord nonostante la maggior parte dei nordcoreani non possa permettersi l'acquisto di un'automobile. A causa dello scarso mercato nel Paese la produzione della Pyeonghwa è molto bassa, a tal proposito Erik van Ingen Schenau, autore del libro Automobiles Made in North Korea (Automobili Fabbricate in Corea del Nord), ha stimato la produzione dell'azienda in non più di 400 unità per il 2005.

## Modelli e alleanze
Nell'estate del 2006, la rivista governativa Foreign Trade, che pubblicizza prodotti nordcoreani, pubblicò la fotografia di una nuova auto di lusso prodotta dalla Pyeonghwa, la Junma, che sembra essere una rimarchiatura della sudcoreana SsangYong Chairman. Nello stesso anno la Pyeonghwa concluse un accordo con l'azienda cinese Brilliance per assemblare il suo van Jinbei Haice, già basato su una vecchia versione del Toyota Hiace.
Nel 2007, la Pyeonghwa ha introdotto la Brilliance Junjie con il nome Hwiparam II (La Hwiparam basata su modello Fiat è ancora presente sul sito della Pyeonghwa). La "Premio" e la "Pronto" sono commercializzate in Vietnam dalla Mekong Auto (la quale è parzialmente detenuta da aziende connesse con la Chiesa dell'unificazione) che vende auto Fiat in quel Paese dal 1995, e questo rapporto può aver spinto la Pyeonghwa ad assemblare Fiat in Corea del Nord.

## Azionisti
- 70% Pyeonghwa Group (Seul) (detenuto dalla Chiesa dell'unificazione)
- 30% Ryonbong Corp.

## Modelli
- Hwiparam (휘파람 - Fischio) - produzione su licenza della Fiat Siena tra il 2002 e 2006
- Ppeokkugi (뻐꾸기 - Cuculide) - produzione su licenza del Fiat Doblò 1ª generazione nel 2003 e 2004
- Premio - basato sul pick-up Dandong Shuguang
- Pronto - basato sul SUV Dandong Shuguang
- Junma - apparentemente basato sulla SsangYong Chairman
- Hwiparam II - basato sulla Brilliance Junjie

## Cronistoria
- 1999, aprile - fondata dalla Chiesa dell'unificazione
- 2000, gennaio - viene annunciata la joint venture con la Ryonbong
- 2002, aprile - prima linea di produzione completata a Namp'o esce di fabbrica la prima Hwiparam
- 2004 - introdotte "Premio" e "Pronto"